# 첼리
첼리(본명: 박승진, 1996년 11월 1일 ~ )는 대한민국의 전직 리그 오브 레전드 프로게이머이다. 프로게임단 지도자로 활동하고 있다. 선수 시절 아이디는 Chelly이며 포지션은 AD 캐리였다. 현재 농심 레드포스 2군 코치직을 맡고 있다.

## 선수 시절
2015년 5월, 다크 울브즈에 입단하면서 프로 커리어를 시작했다. 2015 서머 시즌 챌린저스 시즌 1에서 팀의 우승에 기여했다.
2016년 5월, 스타더스트에 입단했다. 2016년 10월 6일, 팀에서 퇴단했다.

## 지도자 생활
2018년 6월, 일본 2부리그 팀인 보켄 블랙벅스의 코치로 부임했다. 2018년 11월, 팀에서 퇴단했다.
2020년 4월, 팀 다이나믹스의 코치직으로 부임했다.
2021시즌을 앞두고 농심 레드포스의 2군 코치직으로 자리를 옮겼다.

## 소속팀

### 선수
| # | 팀명        | 소속 기간             | 소속 리그 | 비고 |
| - | ----------- | --------------------- | --------- | ---- |
| 1 | 다크 울브즈 | 2015.05.25~2016.05.24 | CK        |      |
| 2 | 스타더스트  | 2016.05.25~2016.10.06 | CK        |      |

### 지도자
| # | 팀명          | 직책     | 소속 기간             | 소속 리그 | 비고 |
| - | ------------- | -------- | --------------------- | --------- | ---- |
| 1 | 보켄 블랙벅스 | 코치     | 2018.06~2018.11       | LJLCS     |      |
| 2 | 팀 다이나믹스 | 코치     | 2020.04.27~2020.12.18 | CK LCK    |      |
| 3 | 농심 레드포스 | 2군 코치 | 2020.12.18~           | LCK       |      |

## 수상 내역

### 선수
- 네네치킨 리그 오브 레전드 챌린저스 코리아 서머 2015 리그 1 우승

### 지도자
- 리그 오브 레전드 재팬 리그 챌린저 시리즈 서머 2018 우승
- LCK 아카데미 시리즈 2020 챔피언십 준우승